# Корнілов Володимир Володимирович
Володи́мир Володи́мирович Корні́лов (нар. 13 липня 1968, Липецьк, РРФСР) — російський публіцист, політолог, журналіст, відомий своїми українофобськими висловлюваннями. Тривалий час жив та працював в Україні. За освітою — історик. У 2006—2013 директор Української філії затулінського Інституту країн СНД, член ради ВГО Російськомовна Україна. У 2013 створив та очолив Центр євразійських досліджень.
У квітні 2018 року отримав паспорт громадянина так званої ДНР .
У вересні 2019 року отримав громадянство Російської Федерації .

## Біографія
Народився у Липецьку (Росія), ріс і виховувався в Донецьку. У 1995 році закінчив заочне відділення історичного факультету Донецького державного університету.

### Кар'єра
Працював у Ворошиловському райкомі комсомолу міста Донецька, згодом — на обласному телебаченні, вів українофобську програму «Вибір». 
У 1995—1999 роках — редактор відділу політики газети «Комсомольская правда — Донбасс». У 1999-2000 рр. — менеджер департаменту реалізації газети Fort Worth Star Telegram (США).
У 2000—2003 роках — заступник головного редактора газети «Салон Дона и Баса» (Донецьк). 
У лютому-листопаді 2003-го — головний редактор газети «Сегодня» (Київ). Обидва видання входили до видавничої групи холдингу СКМ, головним акціонером якої був олігарх, колишній народний депутат України від Партії Регіонів олігарх Рінат Ахметов.
У 2004—2006 очолював редакцію «Ділового журналу». Постійний автор інтернет-видання «Наш Век».

### Громадська діяльність
До осені 2005 року, як повідомляє ресурс «Політтех», консультував блок «Держава» Геннадія Васильєва (ексгенпрокурора України, співвласника концерну Енерго, нардепа від Партії регіонів VI скликання).
З 2006 по 2013 керував Українською філією Інституту країн СНД і працював оглядачем газети «2000» (Київ). У липні 2013 року пішов з посади директора УФ ІК СНД та виїхав з Києва. Очолив нову структуру — Центр євразійських досліджень.

### Літературна діяльність
Автор книги «Донецько-Криворізька республіка: Розстріляна мрія» (рос. Донецко-Криворожская республика: Расстрелянная мечта), виданої в 2011 році харківським видавництвом «Фоліо» тиражем у 5 тисяч екземплярів. У 2015 році була перевидана у Росії у видавництві "Питер".

## Погляди
Під час ток-шоу «Свобода слова» на телеканалі ICTV на репліку політолога Олексія Гараня — «А ви знаєте українську мову? Скажіть що-небудь» — Володимир Корнілов відповів українською: «Я у своїй країні завжди буду говорити своєю рідною мовою. Жоден політик не змусить мене відмовитися від цього. Шановний, звикайте».
15 жовтня 2010 р. у ході конференції «Федералізація України: від розколу до єдності» в Одесі перший заступник голови комітету Держдуми РФ у справах СНД Костянтин Затулін зауважив, що, за його словами, Україна має перспективи тільки як федеративна держава, оскільки в Україні, мовляв, існують величезні відмінності між регіонами. Його підтримав директор українського філіалу Інституту країн СНД Володимир Корнілов, на думку якого, Україна приречена на федералізм і двомовність. «Інакше Україна просто не зможе зберегти себе в нинішніх кордонах... Потрібно, щоб уже зараз представники української громадськості сіли один стіл і обговорили, як же жити».
Спеціально для цієї цілі Корнілов опублікував книгу «Донецько-Криворізька республіка: Розстріляна мрія», тираж якої профінансував проросійський політик Ігор Марков.
В економічних питаннях Корнілов відстоює інтереси Росії в Україні. Зокрема, він заявив, що Україна має взамін за дешевий газ запропонувати його батьківщині щось більше ніж дружбу:

У німців газ дешевий тому, що вони половину ГТС росіянам продали, а Україна пропонує «вічну дружбу».

У 2008 році Корнілов з іншими членами інституту СНД виступив проти визнання Голодомору українців в 1932 — 1933 років. Після чого СБУ мало не закрила цю організацію. А сам Корнілов мало не зазнав адміністративного покарання.
За активну проросійську діяльність на території України Корнілов нагороджений «Почесним знаком співвітчизника» Росії, який йому вручив особисто міністр закордонних справ цієї держави — Сергій Лавров.
Корнілов вважає за необхідне укладення нового, посиленого, Договору про дружбу та співпрацею між Україною та Росією.

## Критика
Закрити філію Інституту країн СНД в Україні вимагав від влади народний депутат із фракції НУ—НС, член партії «За Україну!» Ярослав Кендзьор: «Якщо у нинішньої влади є хоч крапля української гідності, вона повинна негайно анулювати свідоцтво про реєстрацію цього, з дозволу сказати, інституту». «Сьогодні директор інституту Корнілов апелює до російської влади з вимогою висловити невдоволення діями Шустера, ведучого українського державного телеканалу. Тому мені незрозуміло, громадянином якої країни є цей діяч?», — зазначив нардеп.
Луганська УНП засудила презентацію книги «Донецько-Криворізька республіка. Розстріляна мрія», що відбулася в залі Луганської обласної філармонії, мотивувавши це «закликами до федералізації».
ГІ «Права Справа» вимагала від т. в. о. Голови СБУ В. Рокитського та Міністра закордонних справ України К. Грищенко оголосити персоною нон ґрата керівника Українського філіалу інституту країн СНД В. Корнілова.
9 квітня 2012 р. кіровоградські свободівці зірвали презентацію книги у приміщенні обласної бібліотеки ім. Чижевського.

## Санкції
Володимир Корнілов публічно висловив свою підтримку російської політики, війни та анексії українських територій відповідно до кремлівської пропаганди. Володимир Корнілов є підсанційною особою багатьох країн.
14 жовтня 2022 доданий до санкційного списку Канади.
15 січня 2023 року доданий до санкційного списку України.

## Публікації
- Евгений Минченко, Владимир Корнилов, Кирилл Петров, Александр Кравченко. Технологические аспекты выборов в парламент Великобритании в мае 2015 года [Архівовано 14 вересня 2017 у Wayback Machine.]. Полная версия / Доклад "Минченко Консалтинг" 17.06.2015 / Том 1, Том 2, презентация доклада в формате PDF
- Как выигрывают выборы в США, Великобритании и Евросоюзе: Анализ политических технологий / А. А. Казанцев, К. Е. Петров, [В. В. Корнилов] и др. ; под ред. Е. Н. Минченко. — Москва: ООО «Паблис», 2015. — 480 с.[24][25][26]